# Oenothera suffulta
Oenothera suffulta är en dunörtsväxtart. Oenothera suffulta ingår i släktet nattljussläktet, och familjen dunörtsväxter.

## Underarter
Arten delas in i följande underarter:
- O. s. nealleyi
- O. s. suffulta